# جوزيب كريزان
جوزيب كريزان (بالإنجليزية: Josip Križan)‏ (و. 1841 – 1921 م) هو رياضياتي، وفيزيائي، وعالم فلك، وفيلسوف 
توفي في فارازدين ، عن عمر يناهز 80 عاماً.